# Maria Guleghina

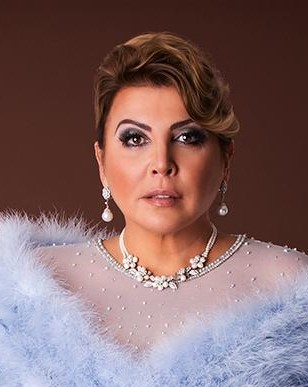
Maria Guleghina (2013)

Maria Agasovna Guleghina, ukrainisch Марія Агасівна Гулегіна, armenisch Մարիա Գուլեգինա (Geburtsname Meytardjan; (ukrainisch Мейтарджян); armenisch Մէյթարճեան; geboren am 9. August 1959 in Odessa, damals Ukrainische Sozialistische Sowjetrepublik (USSR)) ist eine ukrainisch-luxemburgische Sopranistin mit überwiegend italienischem Repertoire.

## Herkunft und Ausbildung
Maria Guleghina wurde 1959 in Odessa als Tochter eines armenischen Vaters und einer ukrainischen Mutter geboren. Sie studierte Gesang am Konservatorium Odessa bei Evgeny Nikolaevich Ivanov (1936–1991), bei dem sie auch nach ihrem Abschluss weiter Unterricht nahm.

## Karriere
Guleghina gab ihr Bühnen-Debüt 1985 in der Titelrolle von Jolanthe an der Staatsoper in Minsk (Belarus). Da das Ensemble sich weigerte, italienische Opern in Originalsprache aufzuführen, verließ sie schon wenig später die Sowjetunion (UdSSR), um international Karriere zu machen.
Ihr internationales Debüt hatte sie 1987 als Amelia (an der Seite von Luciano Pavarotti als Riccardo) in einer Produktion von Ein Maskenball an der Mailänder Scala. Hauptrollen in I due Foscari, Manon Lescaut und Tosca folgten, und bald hatte sie Engagements in Wien, München, Hamburg, London und anderen führenden Opernhäusern. Für ihr Debüt an der Pariser Oper 1995 übernahm sie die Rolle der Abigaille in Verdis Nabucco.
Das amerikanische Debüt fand an der New-Yorker Met im Januar 1991 statt, wo sie die Partie der Maddalena in Giordanos Andrea Chénier sang. Sie trat an der San Francisco Opera und der Lyric Opera of Chicago auf, wo sie mit Hauptrollen in Ernani, Simon Boccanegra, Cavalleria rusticana, Fedora glänzte. Später kamen noch andere anspruchsvolle Rollen wie die Odabella in Attila und Lady Macbeth in Macbeth zu ihrem kontinuierlich wachsenden Repertoire hinzu. 1992 debütierte sie am Mariinsky-Theater im russischen Sankt Petersburg als Lisa in Tschaikowskis Pique Dame.
Guleghina trat mit einer Arie aus Aida bei der Eröffnung des neuen Opernhauses in Oslo auf. Im November 2009 sang sie die Titelpartie der Turandot an der Met in New York. Sie repräsentierte Russland als Sängerin bei der Abschiedsfeier der Olympischen Winterspiele 2010 in Vancouver während der Übergabe der Olympischen Flagge. Guleghina eröffnete auch die Winter-Paralympics 2014 in Sochi mit dem Kosaken-Wiegenlied auf dem Deck eines Eisbrechers, der sie durchs Stadion trug.
Nach zehn Jahren Abwesenheit kehrte Guleghina 2016 an das Royal Opera House in Covent Garden zurück, um Tosca aufzuführen. Ebenso trat sie am Moskauer Bolschoi-Theater als Eboli in Don Carlos auf. 2017 gab sie die Turandot an der Metropolitan Opera und trat im selben Jahr in Nabucco als Abigaille auf.
2018 übernahm sie erstmals eine Wagner-Rolle als Kundry in Parsifal am Mariinsky-Theater unter Valery Gergiev. Im Folgejahr trat sie in derselben Rolle an der National-Oper Sofia unter der Leitung von Constantin Trinks auf.
Guleghina hatte insgesamt 160 Auftritte an der Met in New York und – unerreicht – Hauptrollen in 16 verschiedenen Opernproduktionen sowie zwei Sologesangsprogramme an der Scala.

## Ehrenamtliche Tätigkeit
Sie ist Mitglied des
ehrenamtlichen Beirats des Internationalen Paralympischen Komitees und seit 2009 Goodwill-Botschafterin für UNICEF.

## Auszeichnungen
- 2009: Premio Puccini 2009 (für die Beste Puccini-Darbietung des Jahres)[9]
- 2001: Premio Bellini
- 1999: Goldmedaille beim Osaka Festival,
- 1996: Premio Giovanni Zanatello (für ihr Debüt in der Arena von Verona)[10]
- Maria Zamboni Goldmedaille
- Premio Arte e Operosita nel Mondo Mailand
- Orden der Heiligen Olga, (höchster Orden der Russisch-Orthodoxen Kirche)[8]

## Privates
Guleghina besitzt die Staatsbürgerschaft von Luxemburg, wo sie auch mit ihrer Familie lebt.